# Yuri Lutsenko
Yuri Vitáliyovich Lutsenko (en ucraniano: Юрій Віталійович Луценко; Rivne, 14 de diciembre de 1964) es un político ucraniano cuyo último cargo fue el de fiscal general de Ucrania desde el 12 de mayo de 2016 hasta el 29 de agosto de 2019.
Lutsenko fue ministro del Interior. Ocupó este cargo en los dos gabinetes de Yulia Timoshenko y en los gabinetes de Yuri Yejanúrov y Víktor Yanukóvich. El Ministerio del Interior es la autoridad al mando de las fuerzas policiales ucranianas, y Lutsenko se convirtió en el primer civil en ocupar este ministerio en febrero de 2005. Lutsenko es también un antiguo dirigente del partido Bloque de Petró Poroshenko y exlíder de su facción en el parlamento.
En 2010, Lutsenko fue acusado de abuso de poder y falsificación por el fiscal general de Ucrania, Viktor Pshonka, en lo que se consideró una represalia política por haber investigado a uno de los miembros del gabinete de Yanukóvich en cuatro años anteriores. En 2012, fue condenado a cuatro años de prisión pero fue indultado por Yanukóvich en 2013.
En 2016, se convirtió en fiscal jefe de Ucrania bajo el mandato del presidente Petró Poroshenko, durante el cual fue criticado por socavar la recién creada Oficina Nacional Anticorrupción de Ucrania. Durante su mandato, Lutsenko se convirtió en una figura central en el escándalo Trump-Ucrania, en el que trabajó con el presidente estadounidense Donald Trump para tratar de encontrar información incriminatoria sobre uno de los rivales políticos de Trump, Joe Biden. Fue destituido por el presidente Volodímir Zelenski en 2019; más tarde, Trump intentó sin éxito presionar a Zelenski para que lo readmitiera.